# 100
Rok 100 (C) byl přestupný rok, který podle juliánského kalendáře započal středou. V Římské říši se v té době uváděl jako rok 853 Ab urbe condita (853 let od založení Říma). Označení roku pod číslem 100 se začalo užívat až ve středověku, kdy Evropa přešla na systém pojmenování let Anno Domini (leta páně). 
Podle židovského kalendáře došlo k přelomu let 3860 a 3861. 

## Události

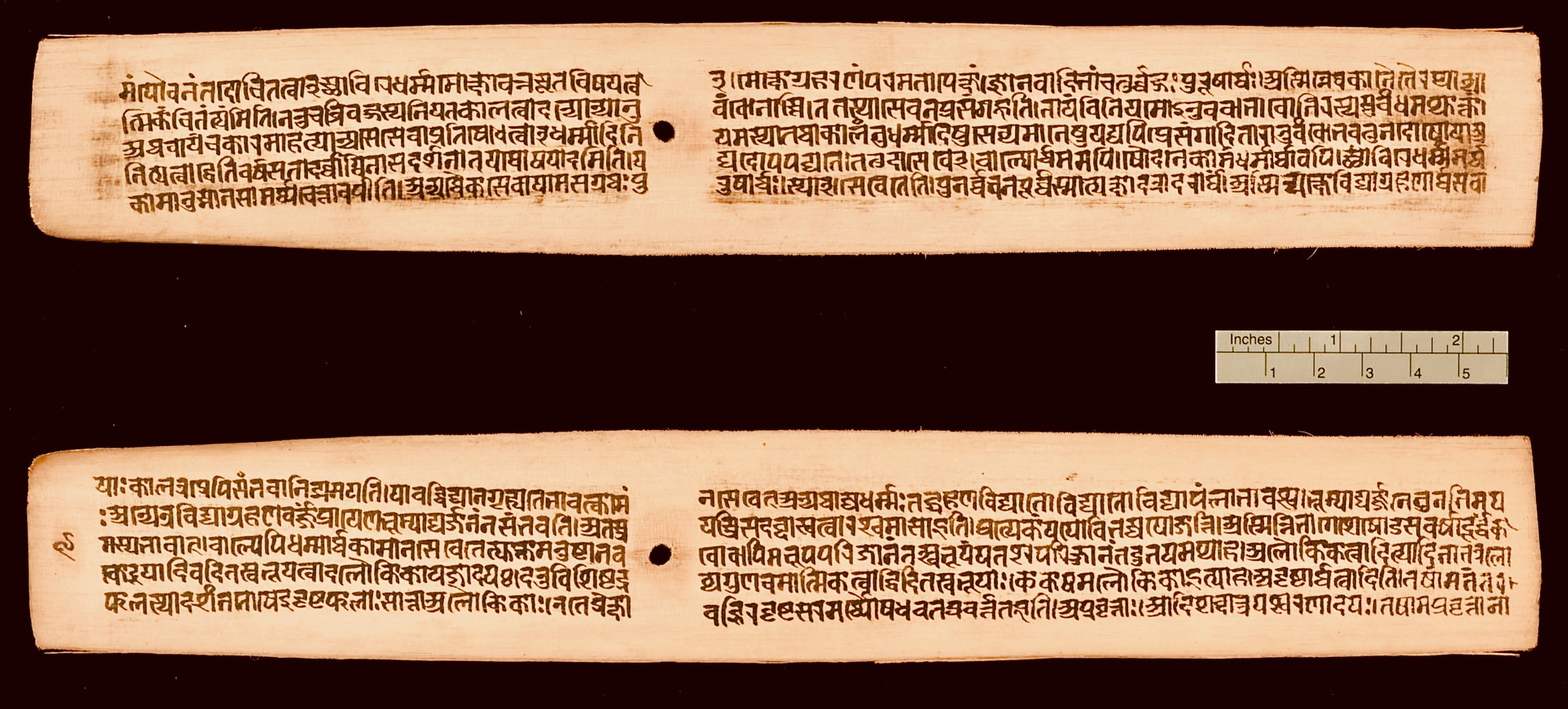
Začíná sepisování Kama Sutry

### Římská říše
- Císař Traianus a Sextus Iulius Frontinus se stávají konzuly.
- Cihly se stávají hlavním stavebním materiálem Římanů.
- Plinius mladší postoupí na konzulát, díky čemuž se mohl vyjadřovat o císaři.
- Římská armáda tohoto roku čítá 300 tisíc vojáků.
- Titus Avidius Quietus končí ve funkci guvernéra provincie Británie.

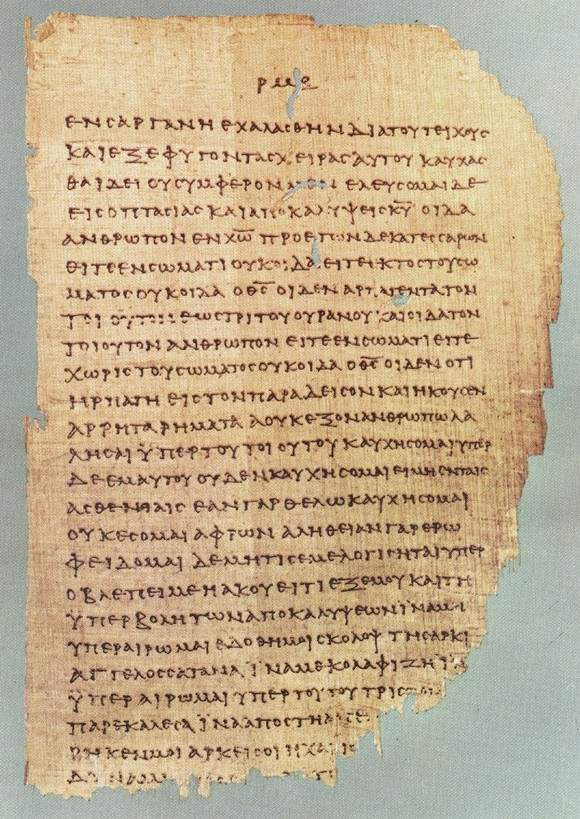
Dokončení Evangelia podle Jana (pravděpodobně)

- Dokončení Evangelia podle Jana (pravděpodobně)Císař Traianus objevuje nové koloniální město v Severní Africe, Timgad.
- Traianus vytváří politiku, která má obnovit bývalou ekonomickou nadvládu Itálie.
- Budoucí císař Hadrianus se žení s Vibií Sabinou.

#### Evropa
- Lvi na Balkáně v tomto století vyhynou.

#### Asie
- Pakores, poslední král Indoparthského království, usedá na trůn.
- Okolo roku 100 se v Číně začíná vyrábět a používat papír.
- Himyaritské království je dobyto Hadramautem.

#### Amerika
- Město Teotihuacán v centru Mexika dosáhlo populace 50 tisíc obyvatel.
- Močická civilizace migruje a zakládá společnost na území dnešního Peru.

#### Náboženství
- Vznik prvního křesťanské dogma a formule týkajících se morálky.
- Evangelium podle Jana bylo pravděpodobně dokončeno okolo roku 100
- V Indii začíná sepisování Kama Sutry
- Je založen Čtvrtý Buddhistický koncil

## Narození

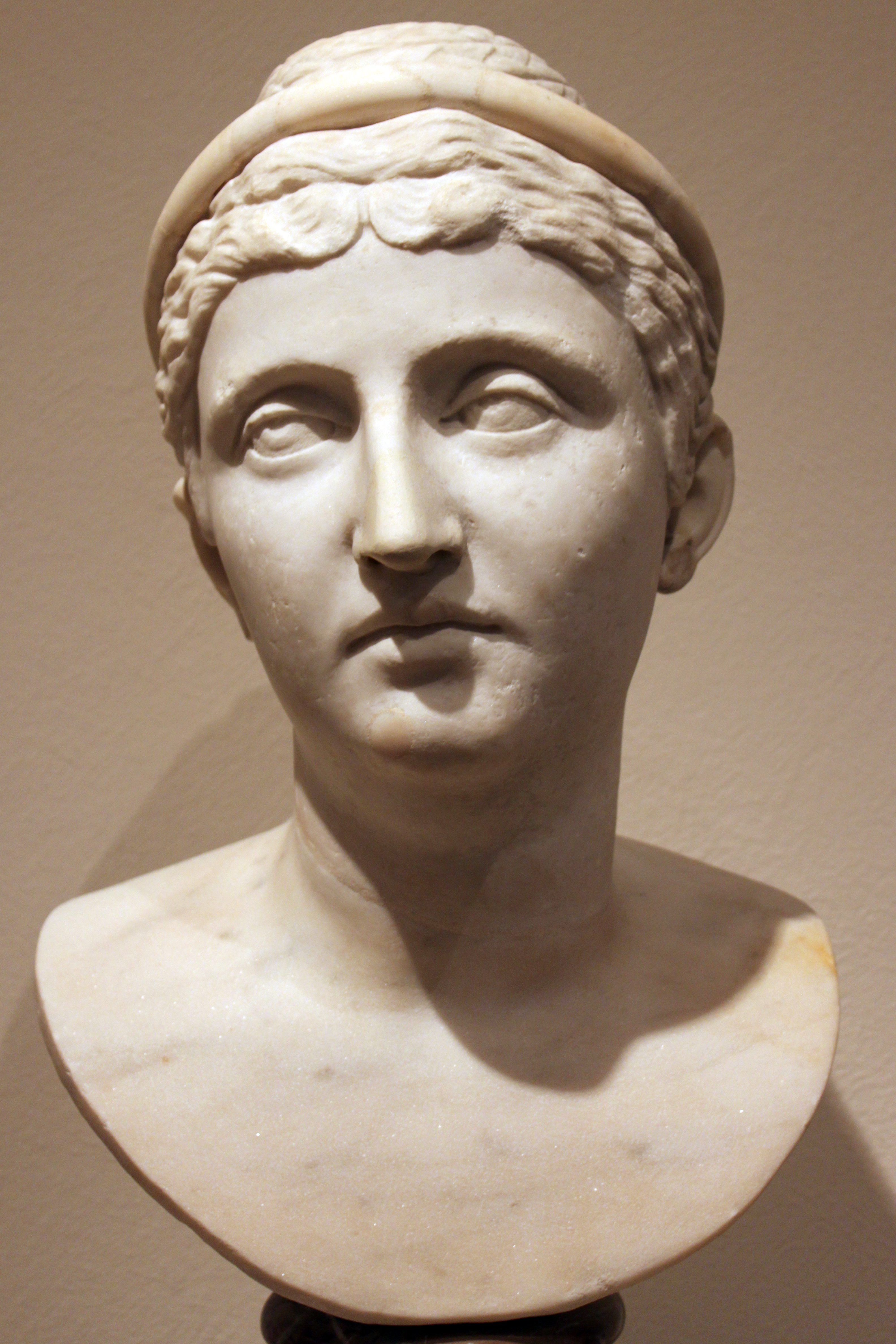
Faustina starší (* 16. února)

- 16. února – Faustina starší, římská císařovna a manželka Antonia Pia († říjen nebo listopad 140)
- Marcus Cornelius Fronto, byl římský řečník, právník a básník († asi 175)
- svatý Justin Mučedník, křesťanský teolog a filosof († 165)
- pravděpodobně
  - Klaudios Ptolemaios, antický matematik, astronom, astrolog a geograf († 168)

## Úmrtí
- Herodes Agrippa II., judský král (* 27/28)
- Apollónios z Tyany, řecký učenec a filozof (* 15)
- Flavius Iosephus, řecký židovský kněz (* 37/38)
- Jan Evangelista, učedník Ježíše Krista (* 6)
- Wang Čchung, čínský filozof (* 27)

## Hlavy států

### Evropa
- Papež – Klement I.? » Evaristus
- Římská říše – Traianus (98–117)
- Bosporská říše – Tiberius Julius Sauromates I. (90–123)
- Dácie – Decebalus (87–106)
- Ibérské království – Mihrdat I. Ibérský (58–106)

#### Asie
- Parthská říše – Pakoros (77/78–114/115)
- Kušánská říše – Vima Takto  (90–113)
- Indoparthské království – Pacores (100–135)
- Osroéné – Sanatruk (91–109)
- Čína, dynastie Chan – Císař He (89–105)
- Päkče (Korea) – Giru z Päkče (77–128)
- Kogurjŏ (Korea) – Taejodae z Kogurjŏ (53–146)
- Silla (Korea) – Pasa ze Silly (80–112)